# Elizabeth C. Miller
Elizabeth Cavert Miller (* 2. Mai 1920 in Minneapolis, Minnesota; † 14. Oktober 1987) war eine US-amerikanische Biochemikerin, bekannt für grundlegende Forschungen über den chemischen Mechanismus der Krebserzeugung durch Karzinogene, wobei sie eng mit ihrem Ehemann James A. Miller zusammenarbeitete.
Miller war die Tochter eines Wirtschaftswissenschaftlers an der Federal Land Bank in Minneapolis. Sie studierte Biochemie an der University of Minnesota (Bachelor 1941, Masterabschluss 1943). 1945 wurde sie bei Carl Baumann promoviert. Als Post-Doktorandin war sie am McArdle Laboratory for Cancer Research der University of Wisconsin–Madison, wo sie sich wie auch Ehemann (seit 1942) James A. Miller mit chemischer Karzinogenese befasste. 1973 bis 1987 war sie stellvertretende Direktorin (Associate Director) des McArdle Laboratory. Außerdem war sie Professorin für Onkologie an der University of Wisconsin-Madison. Sie starb an Nierenkrebs.
1947 entdeckten die Millers, dass ein Azofarbstoff durch Bindung an Proteine in der Leber von Ratten Krebs erzeugen konnte. 1949 zeigten sie, dass die Fähigkeit eines Stoffes Krebs durch die Wirkung einer anderen Chemikalie beeinflusst werden kann, die Verarbeitung im Stoffwechsel beeinflusst, und 1960 zeigten sie die Existenz von Stoffwechselprodukten, die stärkere Karzinogene als der Ausgangsstoff waren.  Diese Entdeckungen hatten auch für andere Bereiche der Toxikologie Bedeutung. Nach der Entdeckung der genauen genetischen Rolle der DNA um 1953 konnten die Millers die karzinogene Wirkung vieler Chemikalien als Folge von deren Wechselwirkung mit DNA nachweisen. Nachdem sie in den 1960er Jahren nachwiesen, dass chemische Karzinogene sich durch erhöhte Mutationsraten nachweisen ließen, untersuchten sie die Krebserzeugungs-Fähigkeit einer ganzen Reihe von in Umwelt, Industriechemikalien und Nahrungsmitteln vorkommenden Stoffen.
Elizabeth Miller war 1954 bis 1964 Herausgeberin der Zeitschrift Cancer Research der American Association for Cancer Research (AACR). Von 1976 bis 1977 war sie Präsidentin der AACR. 1978 bis 1980 war sie im Rat (Cancer Panel) des National Cancer Institute. 1978 wurde sie Mitglied der National Academy of Sciences, 1981 wurde sie in die American Academy of Arts and Sciences aufgenommen.
1980 erhielt sie mit James A. Miller den Charles S. Mott Prize für Krebsforschung und beide erhielten zahlreiche weitere Preise, wie 1975 den Papanicolaou Preis und 1978 den ersten Founders Award des Chemical Institute of Toxicology und den Gairdner Foundation International Award.
Elizabeth Miller hatte mit James A. Miller zwei Töchter.